# Jean-Patrick Iba-Ba
Jean-Patrick Iba-Ba (ur. 18 kwietnia 1966 w Libreville) – gaboński duchowny katolicki, arcybiskup metropolita Libreville od 2020.

## Życiorys

### Młodość i prezbiterat
W 1989 wstąpił do seminarium duchownego w Brazzaville. Cztery lata później wyjechał do Rzymu, by kontynuować naukę w Papieskim Uniwersytecie Urbaniana.
Święcenia kapłańskie przyjął 19 lipca 1998 roku i został inkardynowany do archidiecezji Libreville. Pełnił funkcje m.in. wicerektora (1998-1999 oraz 2009-2012) oraz rektora (2012-2017) seminarium duchownego w Libreville.

### Episkopat
4 listopada 2017 roku został mianowany przez papieża Franciszka biskupem diecezji Franceville. Sakry udzielił mu 13 stycznia 2018 metropolita Libreville - arcybiskup Basile Mvé Engone.
12 marca 2020 został mianowany arcybiskupem metropolitą Libreville.